# Grzegorz Kociuba
Grzegorz Kociuba (ur. 1963 w Tarnowcu) − polski poeta, krytyk literacki i nauczyciel.

## Życiorys
W latach 1991–1998 był redaktorem kwartalnika literackiego „Fraza”. Od 1998 do 2011 roku wchodził w skład redakcji kwartalnika literackiego „Nowa Okolica Poetów”. Jako krytyk zajmuje się głównie polską poezją współczesną i najnowszą. Współpracuje m.in. z czasopismami: „Twórczość”, „Topos”, „Pobocza”. Jego wiersze były tłumaczone na: angielski, czeski, serbski, ukraiński, włoski.
Członek Stowarzyszenia Pisarzy Polskich. Pracuje jako polonista w LO im. Mikołaja Kopernika w Tarnobrzegu.

## Twórczość

### Poezja
- Obserwacje (1991)
- Budzenie twarzy (1997)
- Ślady i znaki (2001)
- Widoki i widzenia (2005)
- Powiększenia. Wiersze 1991-2006 (2009)
- Stonka i inne wiersze (2011)
- Osady (2015)

### Proza
- Ktoś (2003)

### Krytyka literacka
- Maski/Twarze. Eseje, szkice, recenzje o poezji (2009)
- Twarze rozbitka. Poezja i eseistyka Krzysztofa Karaska (2013)

### Wiersze w antologiach
- Antologia nowej poezji polskiej (2000)
- La comunità dei vulcani (2006)

## Nagrody i odznaczenia
- Nagroda Literacka Miasta Rzeszowa (1992)
- I Nagroda (Poezja) na IV Ogólnopolskim Konkursie Literackim im. Stanisława Grochowiaka (Leszno, 2000).
- Nagroda Prezydenta Miasta Tarnobrzega (2001)
- Nagroda Zarządu Województwa Podkarpackiego (2009)
- Medal Komisji Edukacji Narodowej (2012)
- Nagroda Podkarpackiego Kuratora Oświaty (2016)